# 二条駅
二条駅（にじょうえき）は、京都府京都市中京区西ノ京栂尾町にある、西日本旅客鉄道（JR西日本）・京都市営地下鉄の駅である。JR西日本の駅番号はJR-E04、京都市営地下鉄の駅番号はT15。

## 概要
JR西日本の山陰本線（「嵯峨野線」の愛称区間に含まれている）、京都市交通局の京都市営地下鉄東西線の2路線が乗り入れ、接続駅となっている。地下鉄の駅には「T15」、JRの駅には「JR-E04」の駅番号が与えられている。
JR西日本の駅は、特急列車を含む全列車が停車する。また、特定都区市内制度における「京都市内」エリアに属する。
JR西日本の駅はICOCA、地下鉄の駅はPiTaPaの利用エリアにそれぞれ含まれている。

## 歴史

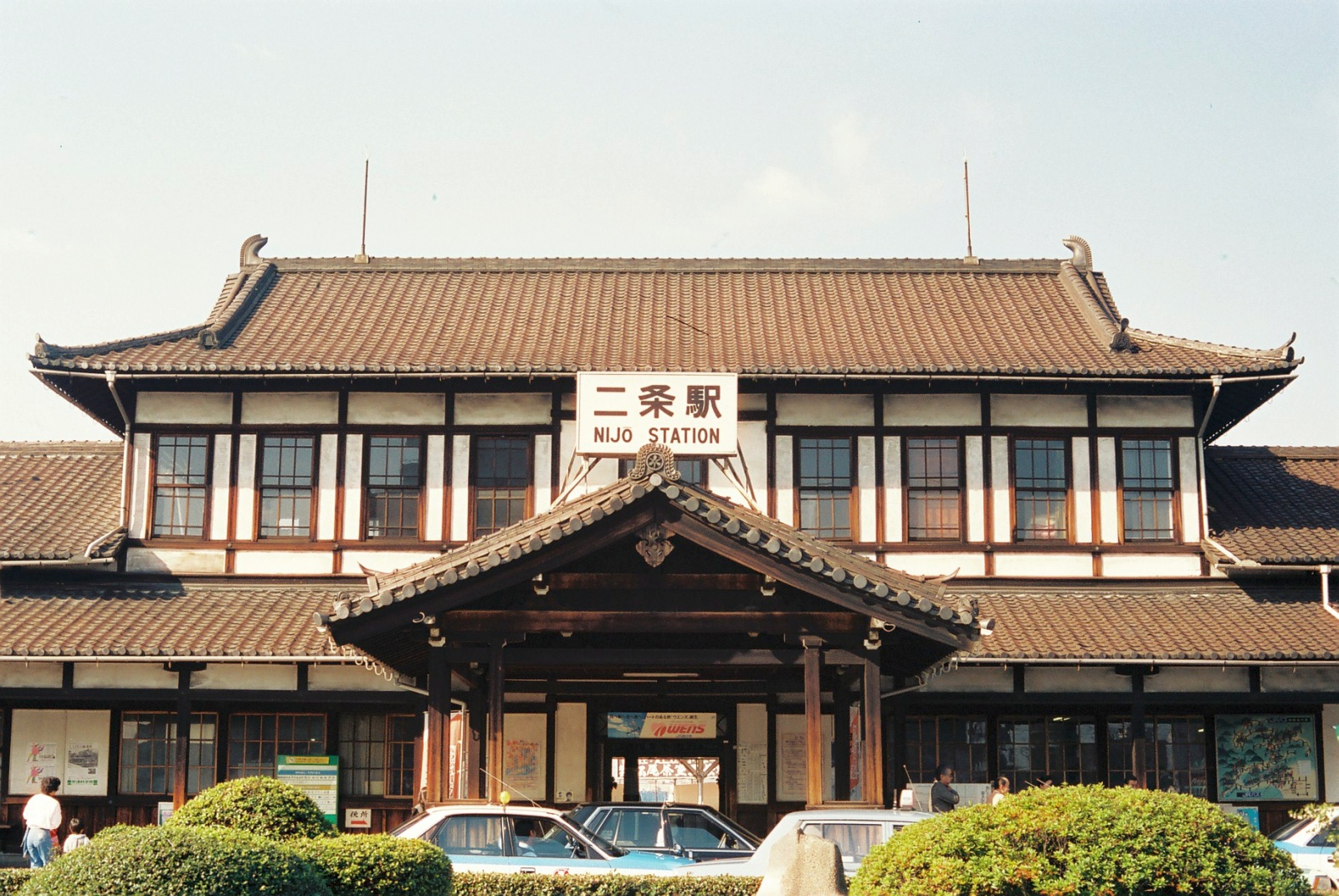
初代駅舎（1988年）

### JR西日本
- 1897年（明治30年）
  - 2月15日：京都鉄道の当駅 - 嵯峨駅（現・嵯峨嵐山駅）間の開通と同時に開業する[2]。
  - 4月27日：京都鉄道の大宮駅 - 当駅間が開通する。
- 1902年（明治35年）
  - 2月10日：京都電気鉄道城南線（起点は堀川押小路停留場）が開業し、二条駅前停留場が設置される。
- 1904年（明治37年）6月：京都鉄道本社屋を兼ねた駅舎が完成する。
- 1907年（明治40年）8月1日：京都鉄道が国有化される[2]。
- 1909年（明治42年）10月12日：線路名称が制定され、京都線の所属となる。
- 1912年（明治45年）
  - 3月1日：線路名称が改定され、京都線が山陰本線に編入されるとともに当駅もその所属となる。
  - 5月30日：京都電気鉄道の乗り入れ路線が城南線から御池線（起点は堀川御池）に変更される（城南線は廃止）。
  - 6月11日：京都市電千本線壬生車庫前 - 千本丸太町間開業に伴い、同線の二条駅前停留場を設置。
- 1918年（大正7年）7月1日：京都電気鉄道が京都市に買収され、御池線は京都市電の路線となる。
- 1919年（大正8年）1月18日：京都市電御池線が廃止される。
- 1947年（昭和22年）11月27日：山陰地方に向けた昭和天皇の戦後巡幸。大宮御所に宿泊した昭和天皇が、二条駅からお召し列車に乗車[3]。
- 1968年（昭和43年）10月6日：福井県、兵庫県を行幸啓した昭和天皇、香淳皇后が帰途、大宮御所へ向かうためにお召し列車を下車[4]。
- 1972年（昭和47年）1月23日：京都市電千本線の廃止に伴い、二条駅前停留所廃止。
- 1982年（昭和57年）11月15日：車扱貨物の取り扱いを廃止[2]。
- 1986年（昭和61年）11月1日：荷物の扱い廃止[2]。
- 1987年（昭和62年）4月1日：国鉄分割民営化により、西日本旅客鉄道（JR西日本）・日本貨物鉄道（JR貨物）の駅となる[2]。
- 1990年（平成2年）10月30日：高架化事業に伴い、曳家により駅舎が15メートル東側に移動される（10月29日・30日の2日間で作業）[5]。

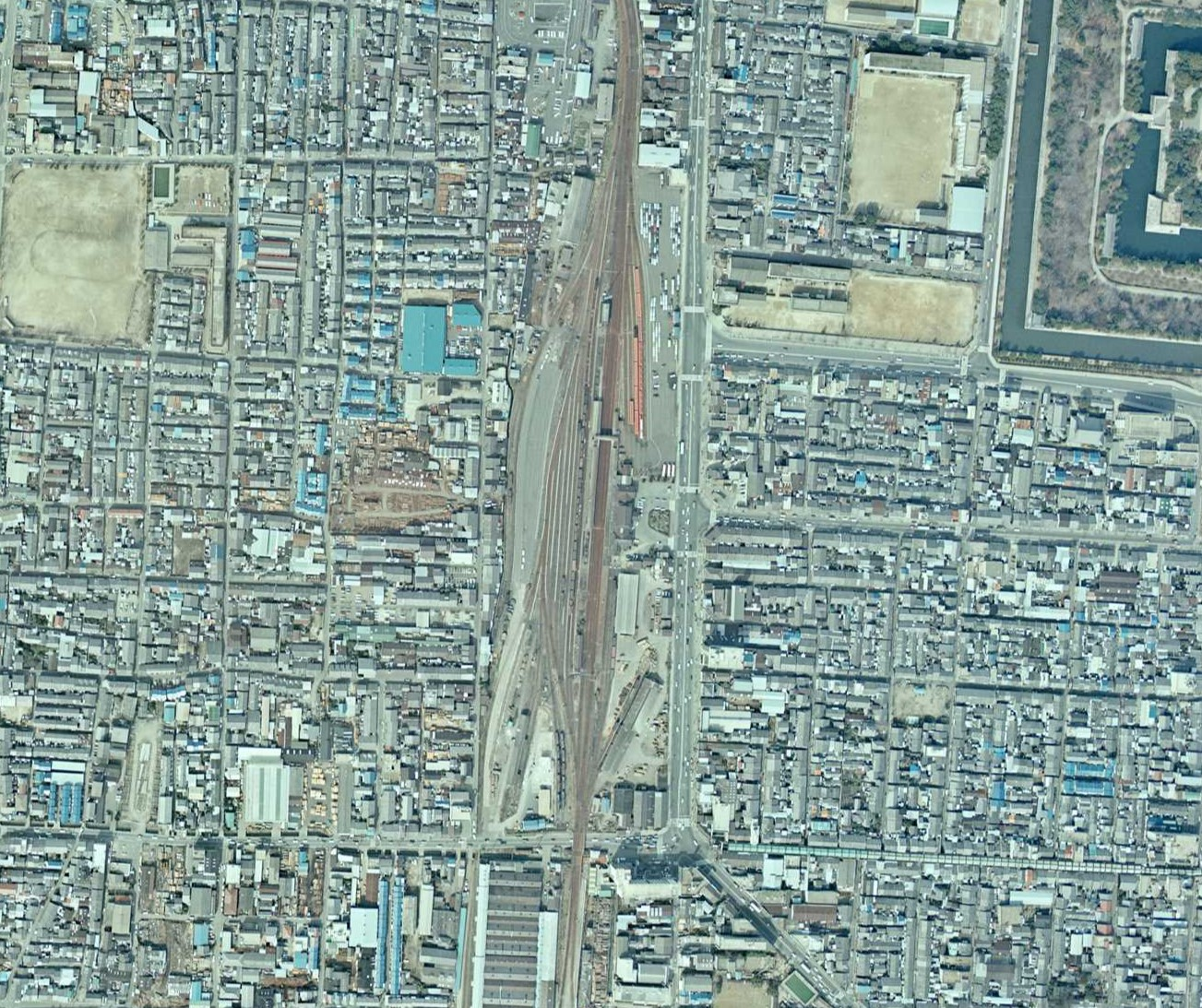
高架化前の二条駅（1975年）

- 高架化前の二条駅（1975年）国土交通省 国土地理院 地図・空中写真閲覧サービスの空中写真を基に作成1996年（平成8年）3月16日：高架駅となる[6]。同時に貨物列車の設定が廃止となる[2]。木造駅舎は後に梅小路蒸気機関車館（現京都鉄道博物館）に移設された。

かつては駅西側には小規模ながら貨物ヤードが存在しており、駅の南側は引込み線として貨車が留置されていたほか、ここから南方へ三条通を越えて日本食糧倉庫や油槽所へ専用線が続いていた。
- 1998年（平成10年）9月16日：自動改札機を設置し、供用開始[7]。
- 2000年（平成12年）9月23日：当駅 - 花園駅間が複線化される。
- 2003年（平成15年）11月1日：ICカード「ICOCA」の利用が可能となる。
- 2006年（平成18年）4月1日：JR貨物が貨物の取り扱いを廃止する[8]。
- 2010年（平成22年）1月31日：丹波口駅 - 当駅間が複線化されるとともに、交換設備を廃止する。
- 2018年（平成30年）3月17日：駅ナンバリングが導入され、使用を開始。

### 京都市営地下鉄
- 1997年（平成9年）10月12日：【地】京都市営地下鉄東西線の二条駅が開業[9][10]。当時は終着駅であった[10]。
- 2007年（平成19年）4月1日：ICカード「PiTaPa」の利用が可能となる。
- 2008年（平成20年）1月16日：京都市営地下鉄東西線が当駅から太秦天神川駅まで延伸され、途中駅になる[9]。
- 2022年（令和4年）11月1日：改札口を無人化[11]。

### JR木造駅舎の歴史と移転の経緯

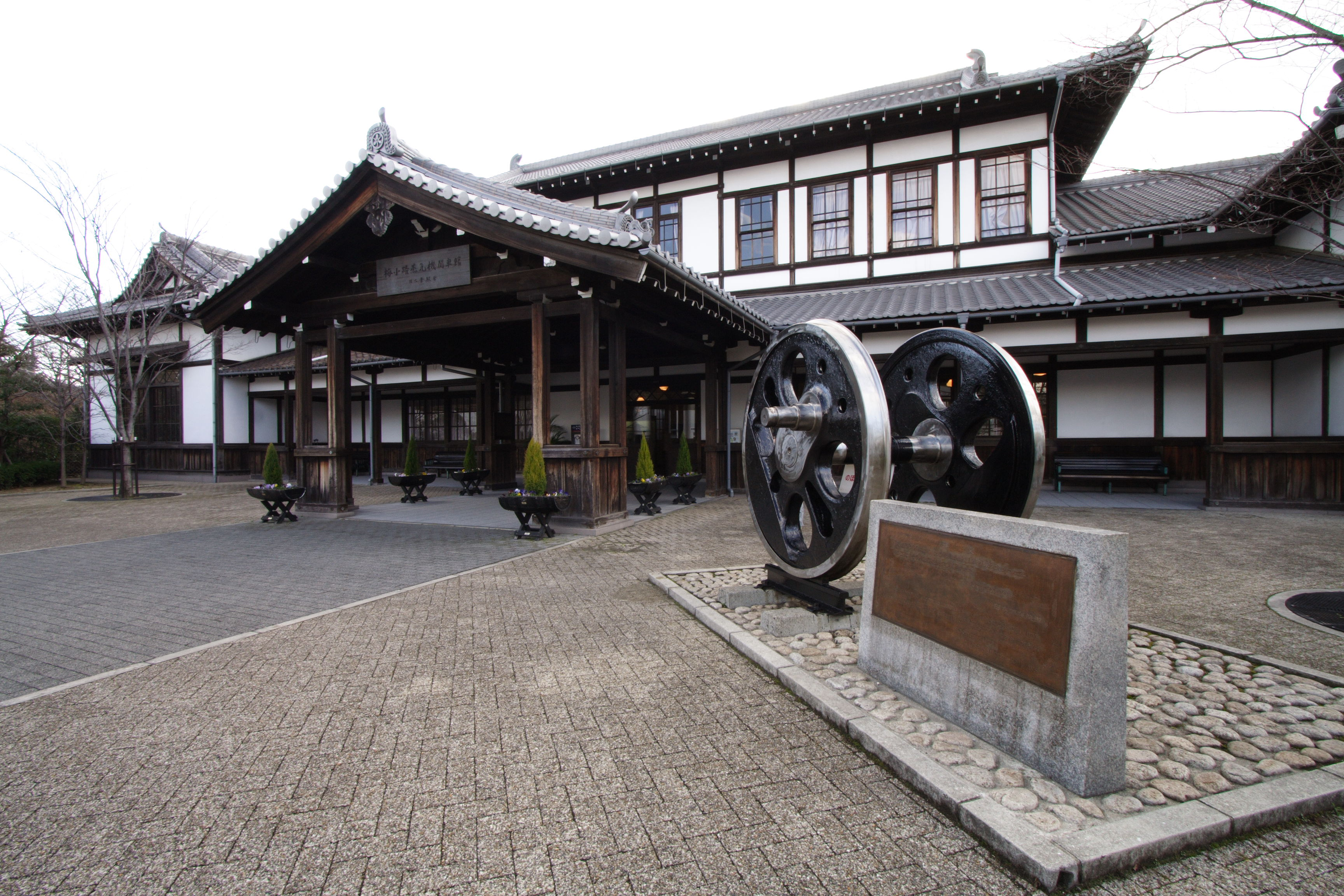
木造駅舎は移築され、梅小路蒸気機関車館の資料展示館として活用されている（現在は京都鉄道博物館のミュージアムショップ）

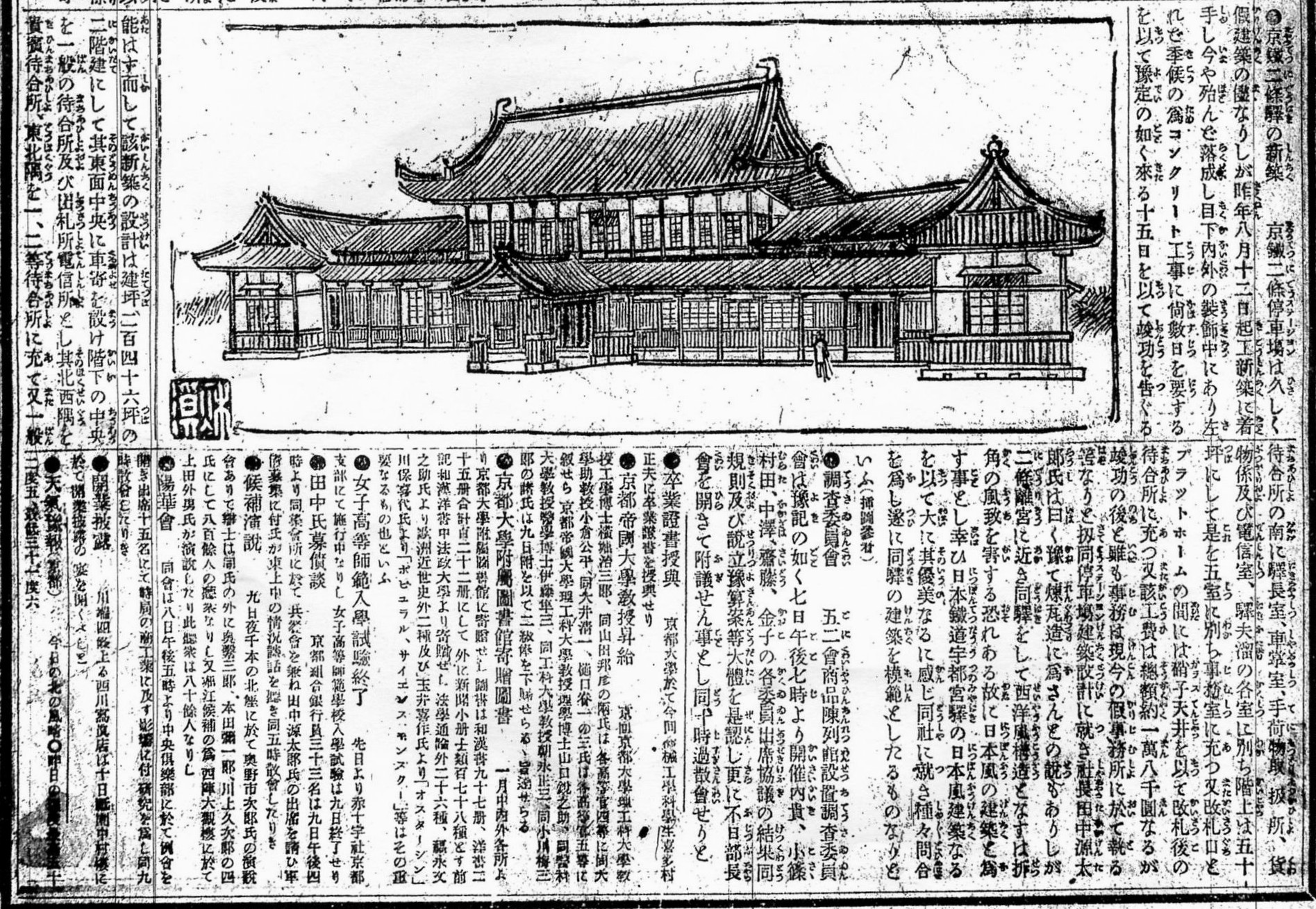
駅舎新築時の新聞。2月15日竣工の予定とある。(大阪朝日新聞京都付録1904年2月11日)

JR駅の地上駅時代にあった木造駅舎は、荘厳な社寺を彷彿とさせる造りや貴賓室も設置された立派な駅舎として全国的に知られていた。
建築当時は京都鉄道の本社を兼ねており、建築家の伊東忠太によって手掛けられたものである。京都鉄道社長田中源太郎によれば、当初はレンガ造りの計画だったが、二条城に近いので景観に配慮して和風建築に改めることにし、日本鉄道（東北本線・栃木県）宇都宮駅（2代目）の駅舎が優美であったため同社に問い合わせを行い模範としたという。
1990年10月に、二条駅 - 花園駅間の高架化事業に伴う仮線の設置に支障があるため、木造駅舎の建物を東側に15メートル移動させる曳家工事が行われ、約300トンの建物を2日間かけて移動させた。その後、高架化工事中は仮駅舎で使用が続けられたが1996年、高架化工事および新駅舎の竣工に伴って駅舎としての役割を終えた。明治期の和風駅舎建築として唯一の現存例であり、京都の近代化を象徴する建物でもあることから1996年4月1日、京都市指定有形文化財に指定され、幅を縮小して梅小路蒸気機関車館に移築されている。後に梅小路蒸気機関車館が改装・拡張され京都鉄道博物館としてオープンを果たした際には、ミュージアムショップに改装されている。

かつては現役最古の駅舎とされ、近年でもそう言われる事があるが、これは誤りである。現存最古の駅舎は1882年（明治15年）築の旧長浜駅であるほか、現役最古の駅舎は1886年（明治19年）築の亀崎駅（異説もある）とされる。また、1980年代から1996年までの駅スタンプ（わたしの旅）は「入母屋造りの日本最古の駅」と書かれ、「国鉄で一番」を示す黒六角形のものであったが、二条駅より前に建てられた入母屋造りの駅舎は建部駅など数多く現存している。

## 駅構造

### JR西日本
島式ホーム1面2線を有する高架駅である。2010年1月31日に隣の丹波口駅までの複線化が完成したことにより、分岐器や絶対信号機がない停留所となった。直営駅（亀岡駅の被管理駅）。
駅舎設計は浦辺設計が担当し、屋根は大きな木造トラスで覆われたデザインとなっている。1996年度にブルネル賞の奨励賞を受賞し、1997年度にグッドデザイン賞を受賞した。ホーム上からは、遠く比叡山なども見渡すことが出来る。高架駅化される前は東の千本通側からしか駅に入ることができなかったが、現在は東西両方向に出入口が設けられており、乗降客以外の往来も可能であることから歩行者用自由通路としても機能している。
改札口からホームへは階段が2本、エレベーターが1本、上りエスカレータが1本通じている。また、改札口の前にはキヨスク・ハートインがある。また、ホームには待合室・自動販売機があるが、売店はない。トイレは改札内の地上北側にあり、男女別・車椅子対応である。

#### のりば
| のりば | 路線     | 方向 | 行先             |
| ------ | -------- | ---- | ---------------- |
| 1      | 嵯峨野線 | 上り | 京都方面         |
| 2      | 嵯峨野線 | 下り | 亀岡・福知山方面 |

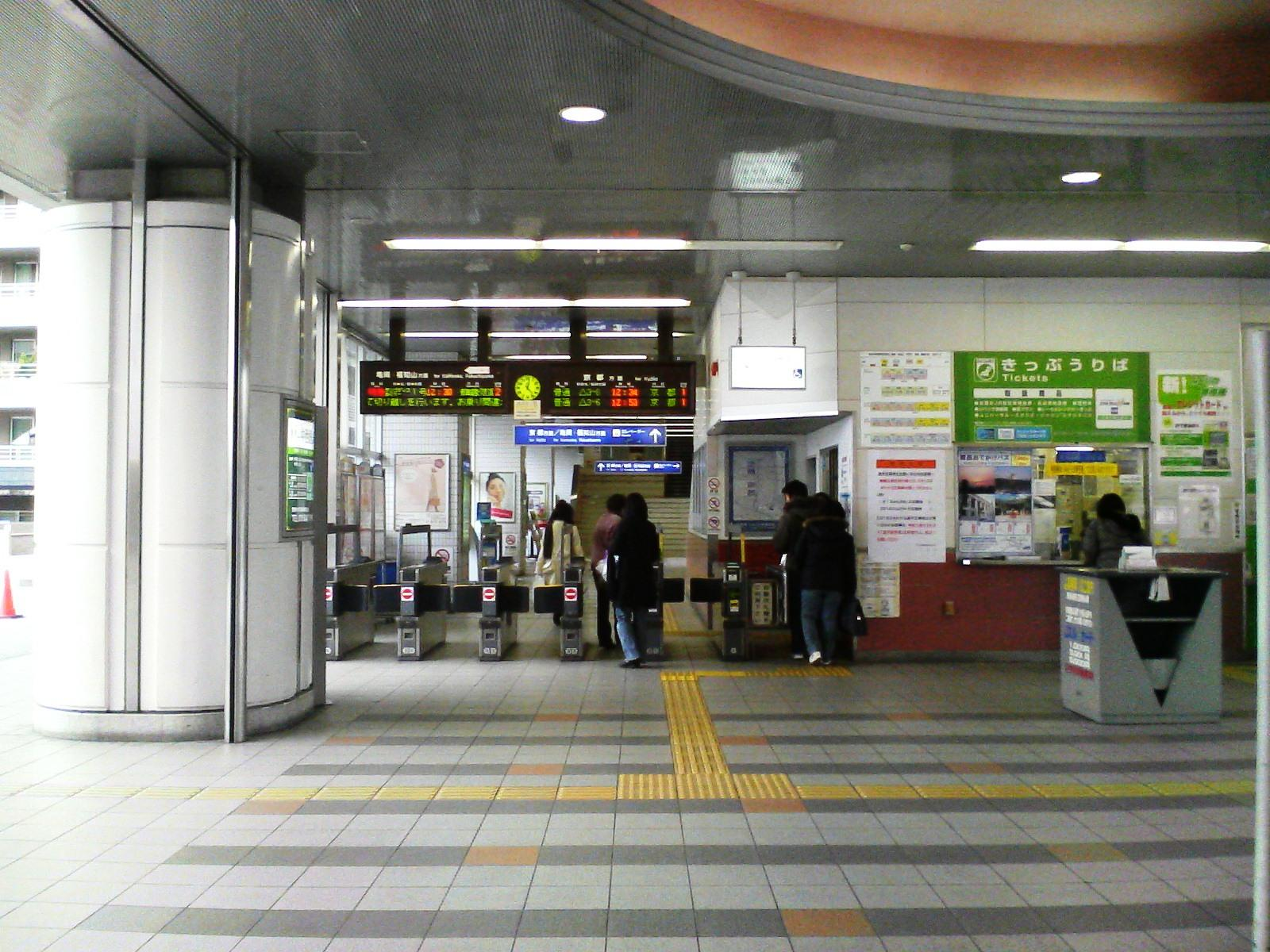
改札口（2008年1月）
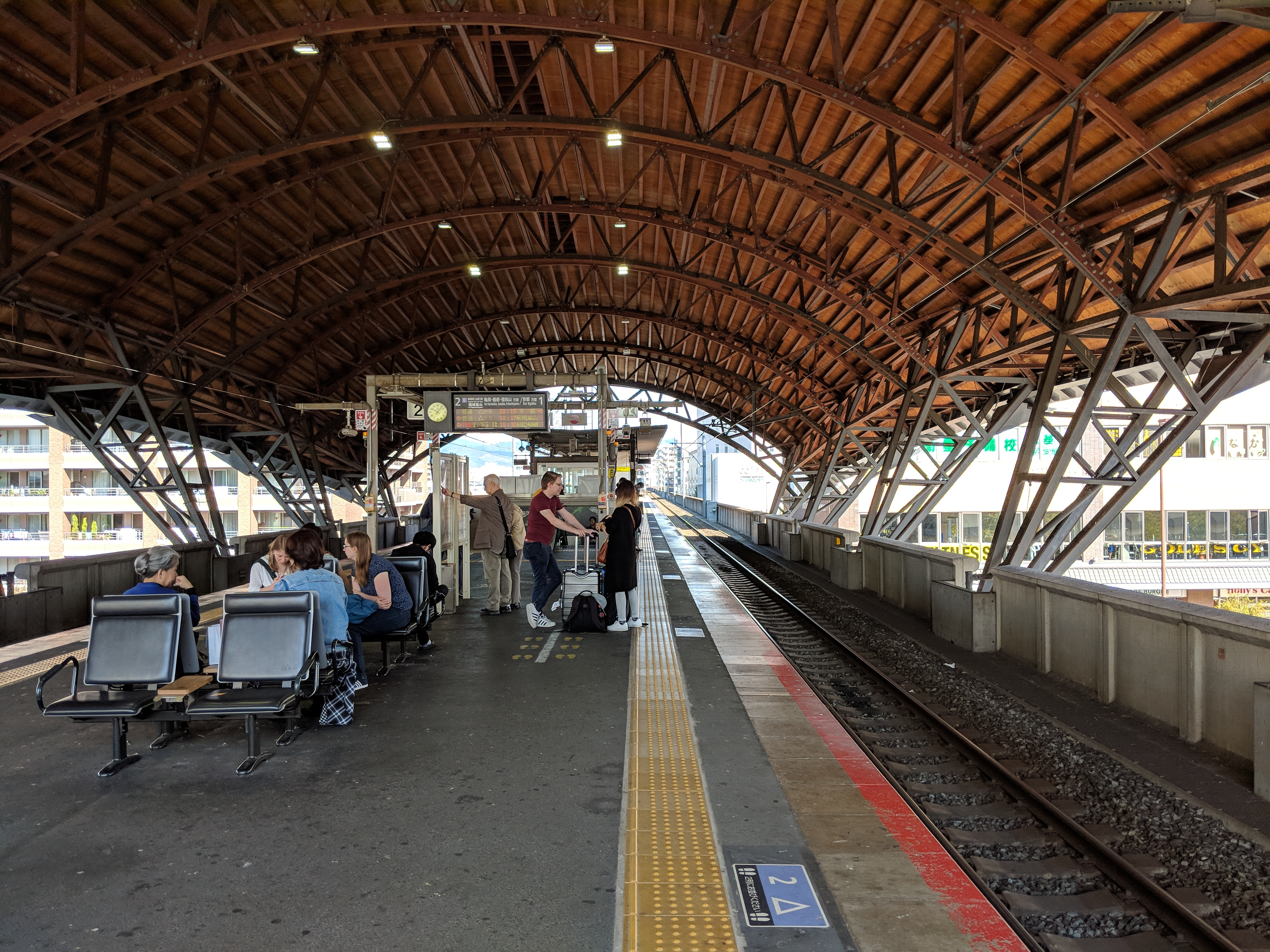
プラットホーム（2018年10月）
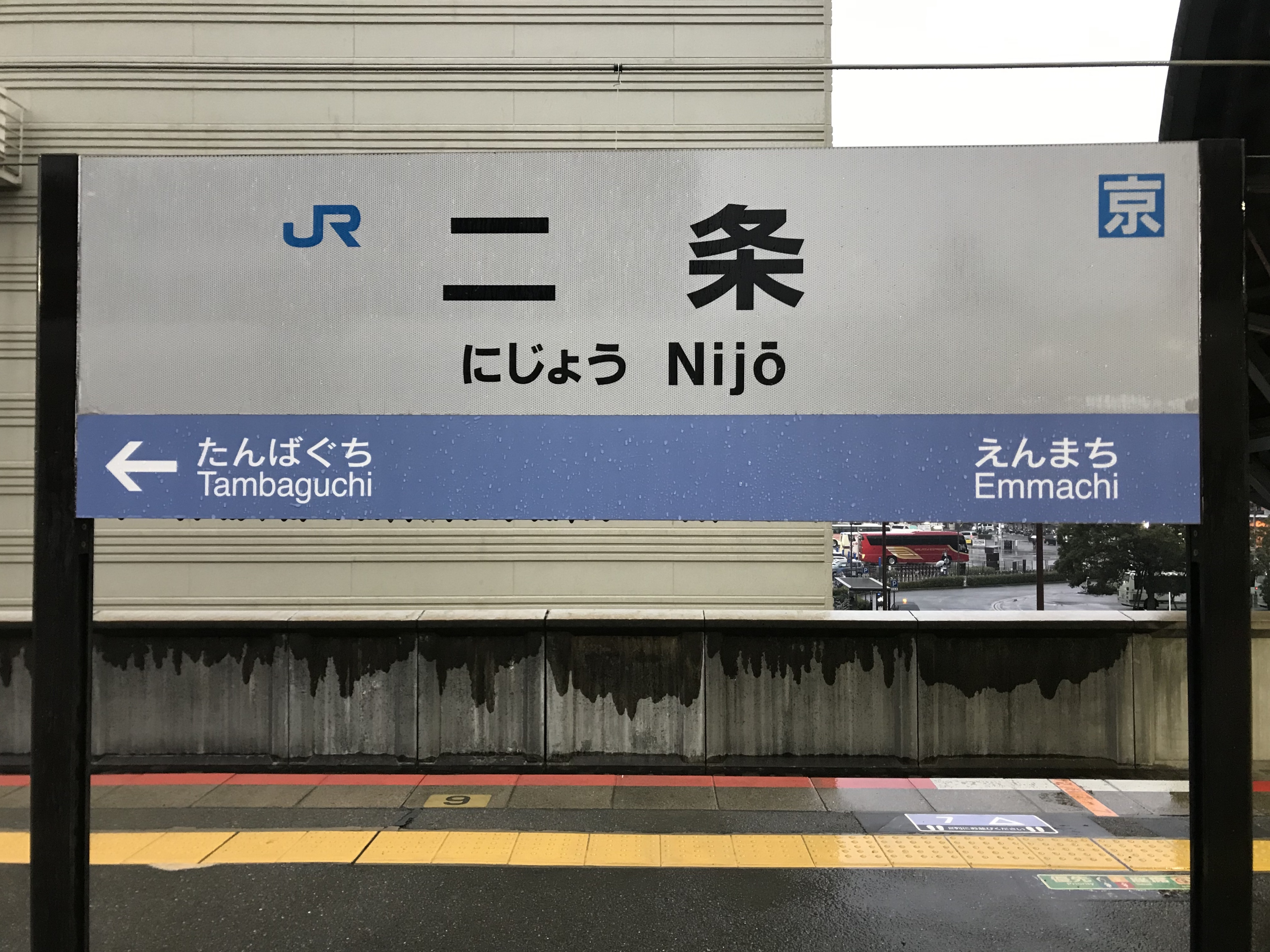
駅名標

### 京都市営地下鉄
島式ホーム1面2線の地下駅である。トイレは改札内奥にある。東西線の駅は駅ごとにステーションカラーが制定されており、当駅のステーションカラーは■山吹色である。

#### のりば
| のりば | 路線   | 方向 | 行先                     |
| ------ | ------ | ---- | ------------------------ |
| 1      | 東西線 | 下り | 太秦天神川方面           |
| 2      | 東西線 | 上り | 六地蔵・びわ湖浜大津方面 |

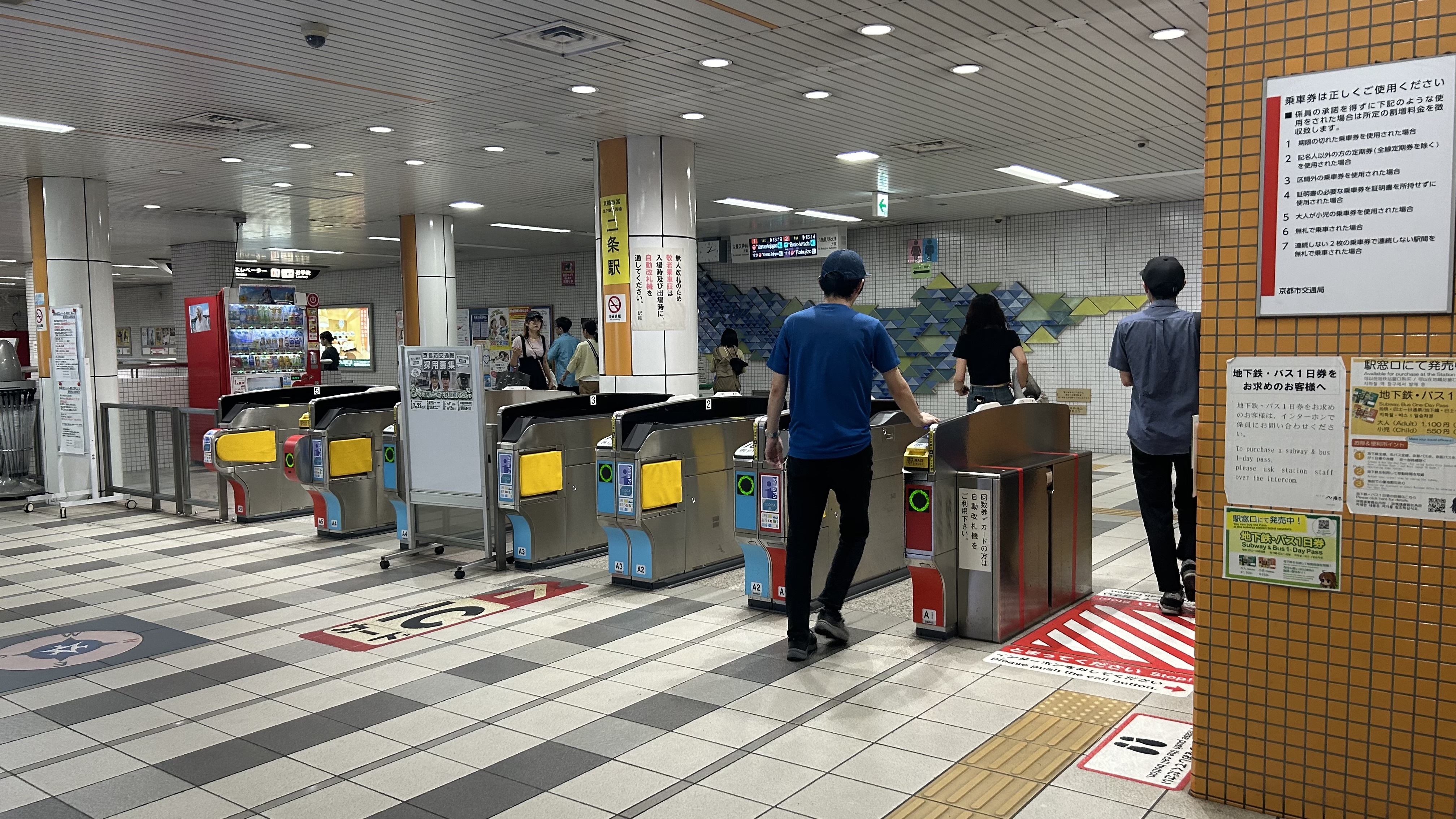
改札口。タイルにはステーションカラーの山吹色が使われている
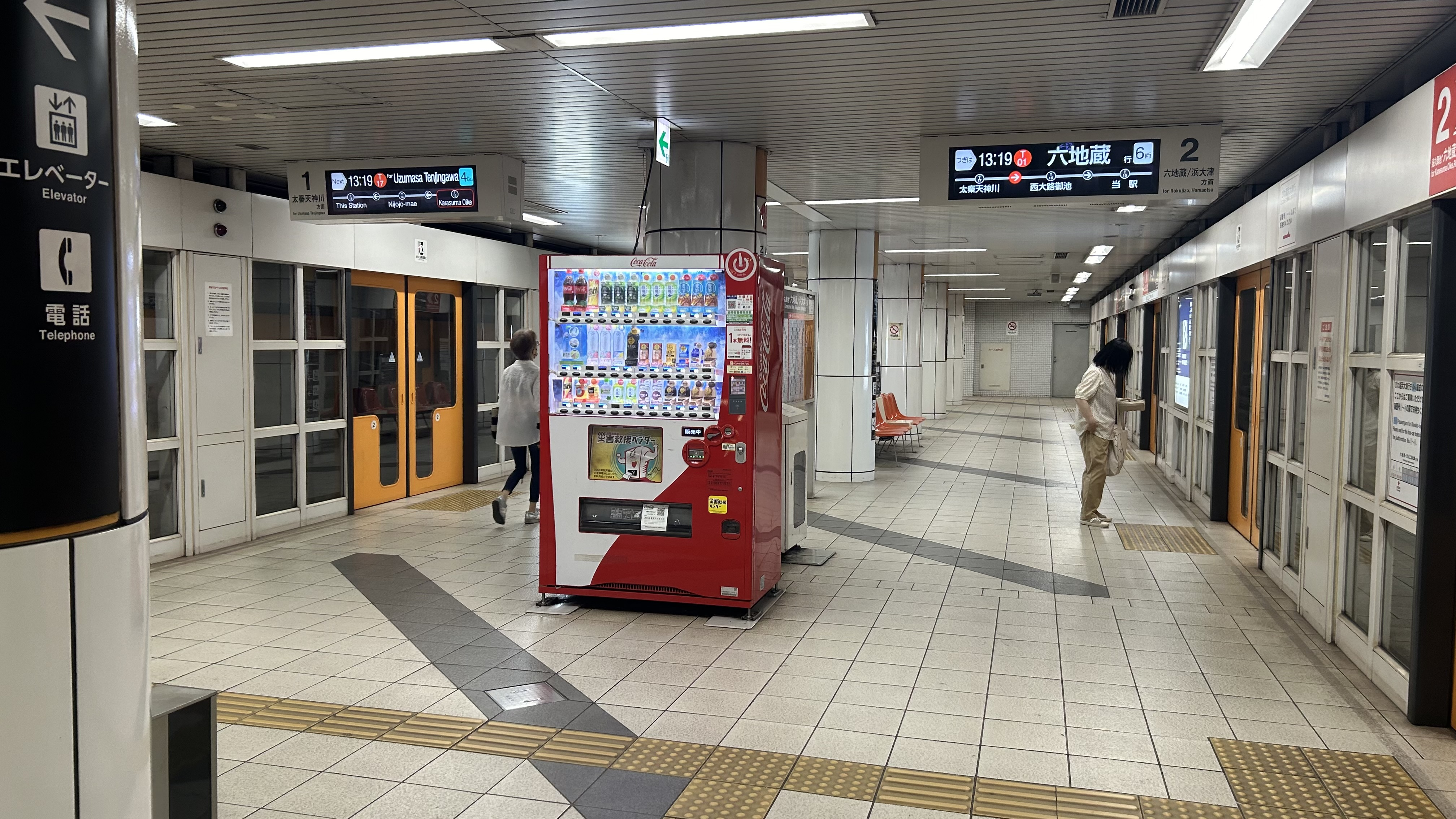
ホーム
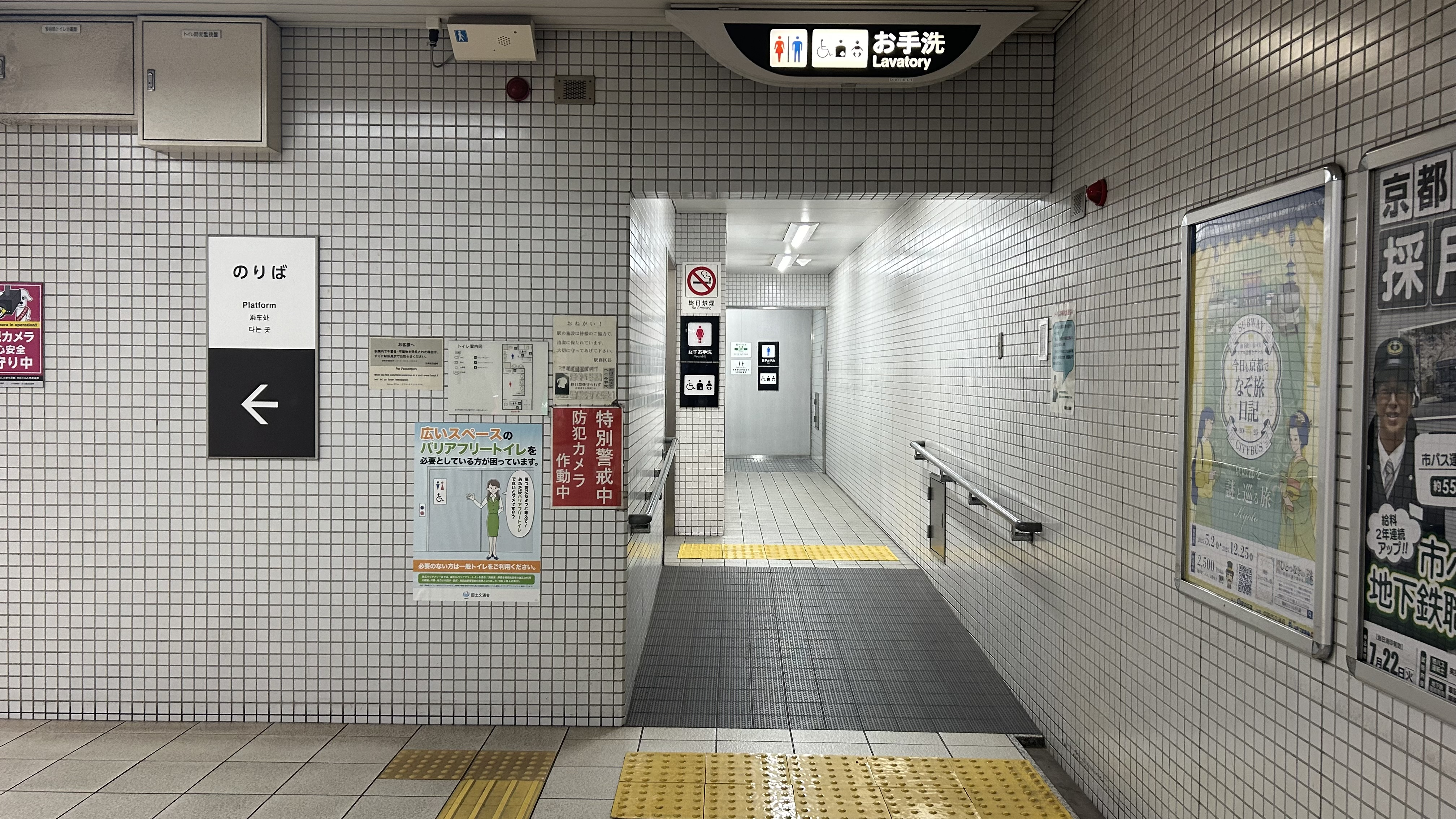
トイレ
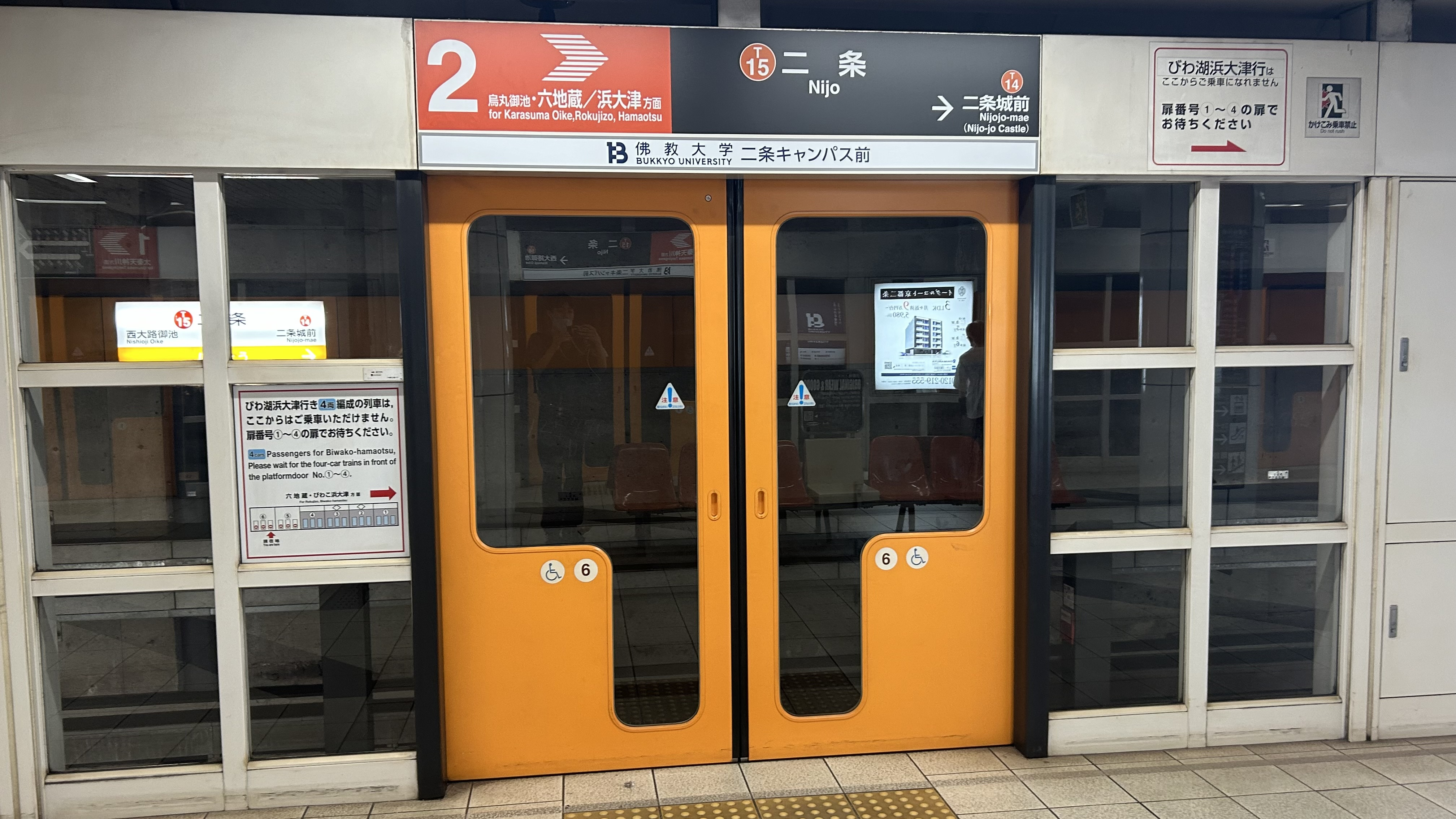
ホームドアと駅名標

#### 出口
| 出口番号 | 方角 | 出口周辺                                                                                | 接続改札 | 備考             |
| -------- | ---- | --------------------------------------------------------------------------------------- | -------- | ---------------- |
| 2        | 南   | -                                                                                       | 改札口   | エレベーターあり |
| 1        | 西   | 二条駅前交番・京都市児童福祉センター・二条公園グラウンド                                | 改札口   |                  |
| 3        | 北   | 朱雀グラウンド                                                                          | 改札口   |                  |
| 連       | -    | JR二条駅・京都市急病診療所・京都府医師会館・BiVi二条 中京警察署・京都市営交通事業記念碑 | 改札口   |                  |

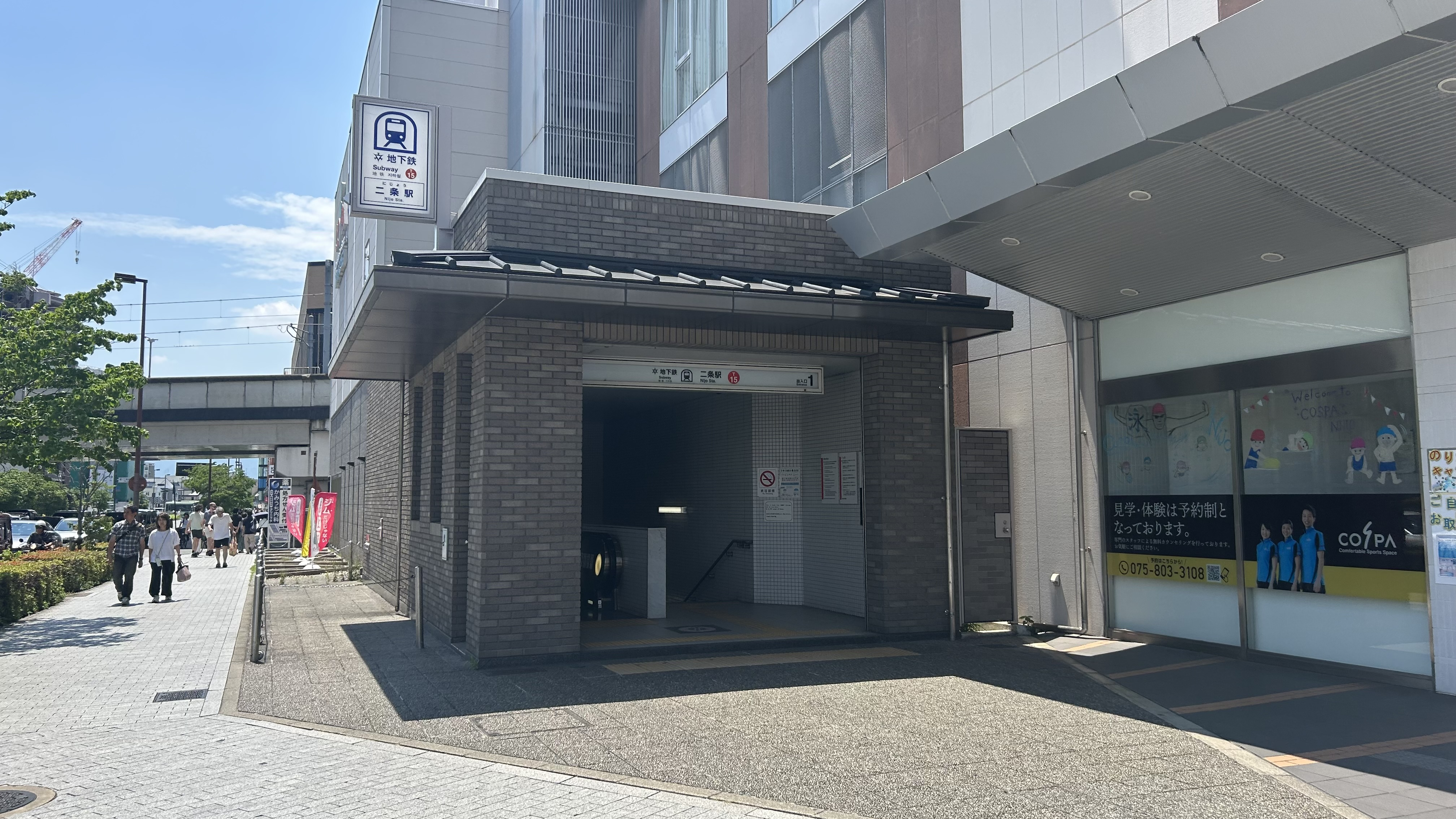
1番出入口
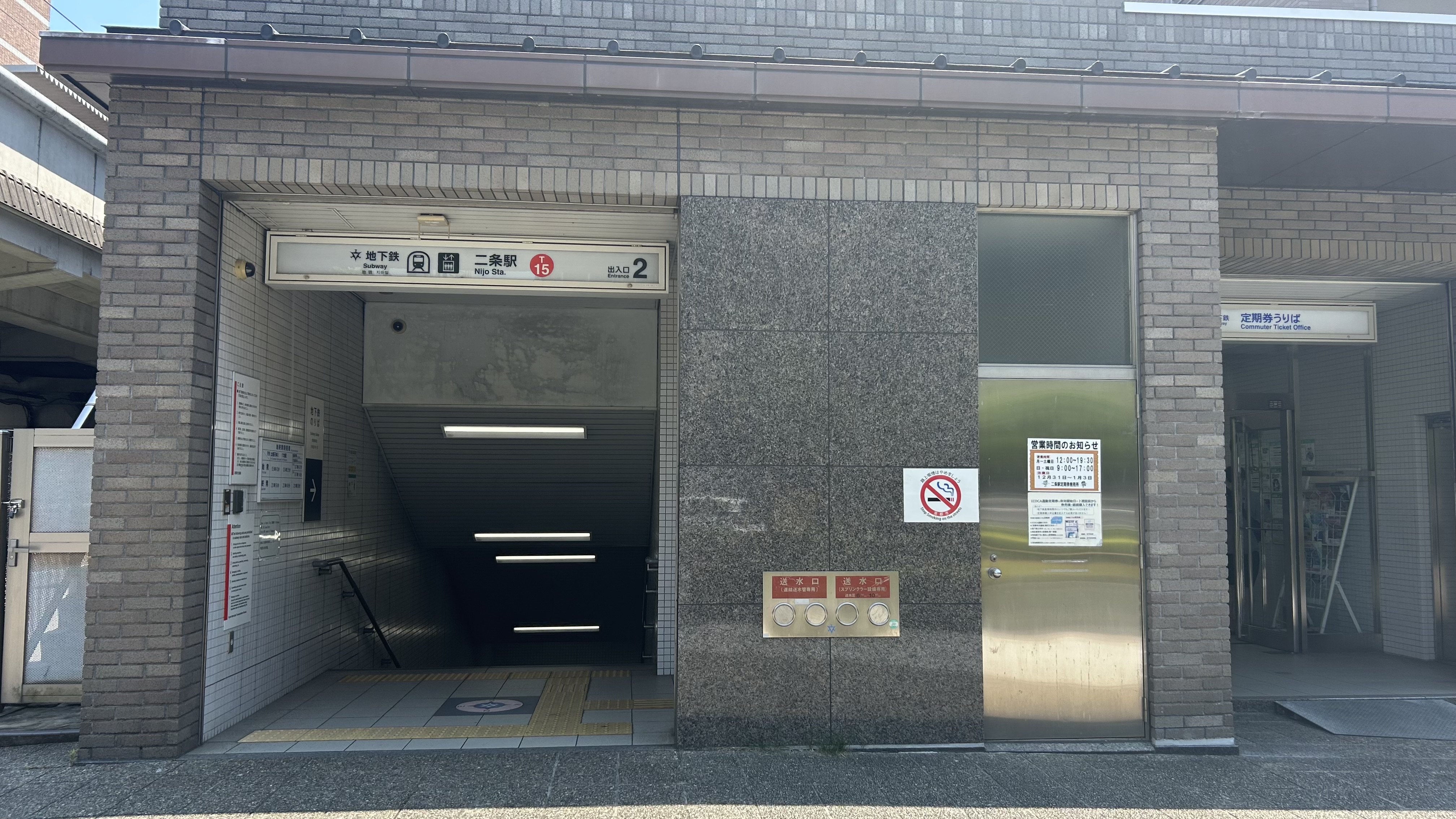
2番出入口
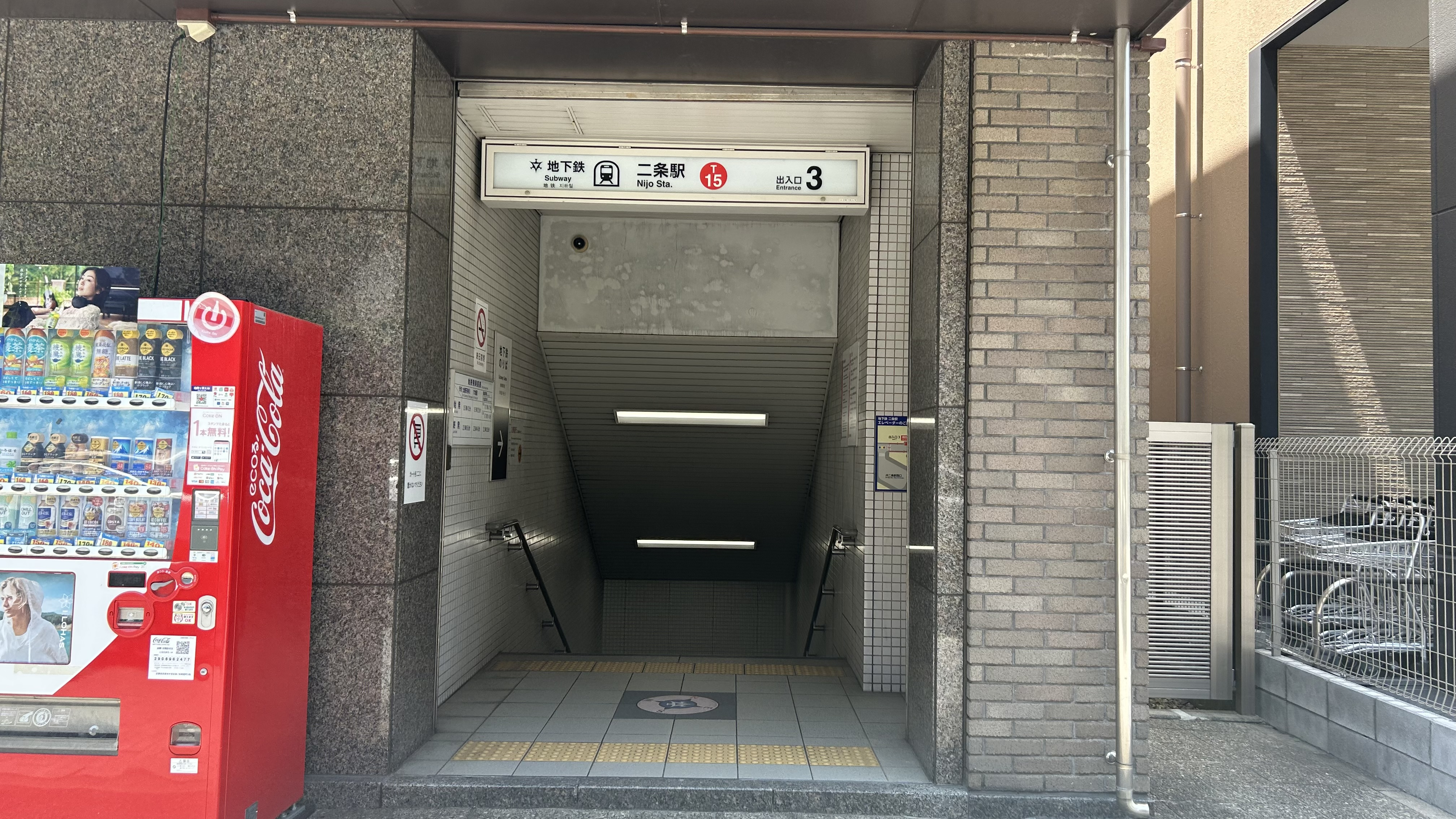
3番出入口
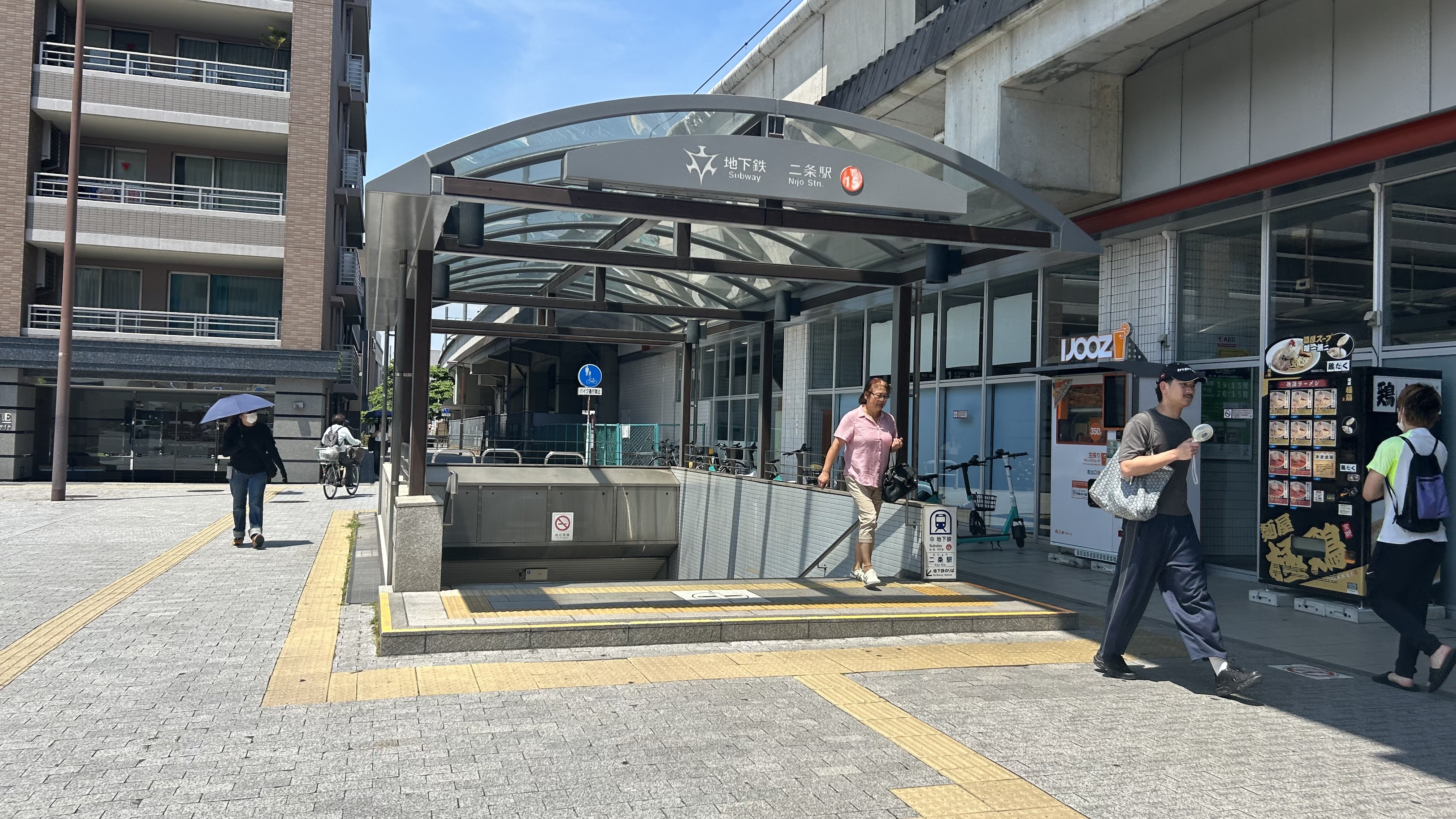
連絡口

## 利用状況
近年の1日平均乗車人員及び1日平均乗降人員の推移は下記の通り。山陰本線の途中駅では最も利用者数が多い。また、アーバンネットワークにおける運行管理システム未導入の駅でも最多である。
| 年度   | JR西日本 | JR西日本 | 京都市営地下鉄 | 京都市営地下鉄 |
| 年度   | 乗車人員 | 乗降人員 | 乗車人員       | 乗降人員       |
| ------ | -------- | -------- | -------------- | -------------- |
| 1997年 | 7,704    |          | 7,474          | 14,626         |
| 1998年 | 8,764    |          | 7,247          | 14,184         |
| 1999年 | 9,142    |          | 8,046          | 15,757         |
| 2000年 | 9,395    |          | 8,279          | 16,216         |
| 2001年 | 9,792    |          | 8,578          | 16,745         |
| 2002年 | 9,912    |          | 8,655          | 16,888         |
| 2003年 | 10,227   |          | 8,842          | 17,235         |
| 2004年 | 10,416   |          | 8,985          | 17,466         |
| 2005年 | 11,090   |          | 9,482          | 18,419         |
| 2006年 | 11,700   |          | 9,695          | 18,895         |
| 2007年 | 11,899   |          | 9,783          | 19,074         |
| 2008年 | 11,600   |          | 8,867          | 17,120         |
| 2009年 | 11,501   |          | 8,498          | 16,582         |
| 2010年 | 11,734   |          | 8,489          | 16,557         |
| 2011年 | 11,923   |          | 8,492          | 16,563         |
| 2012年 | 12,337   |          | 8,733          | 17,033         |
| 2013年 | 12,682   |          | 8,802          | 17,166         |
| 2014年 | 12,805   |          | 9,202          | 17,947         |
| 2015年 | 13,208   |          | 9,624          | 18,767         |
| 2016年 | 13,496   |          | 9,985          | 19,471         |
| 2017年 | 13,748   |          | 10,281         | 20,048         |
| 2018年 | 13,652   |          | 10,663         | 20,792         |
| 2019年 | 13,617   | 27,273   | 10,719         | 20,901         |
| 2020年 | 9,963    | 19,926   | 7,163          | 14,144         |
| 2021年 | 10,822   | 21,646   | 7,827          | 15,474         |
| 2022年 | 11,984   | 23,968   | 9,056          | 17,894         |
| 2023年 | 12,970   | 25,938   | 10,319         | 20,408         |
| 2024年 |          |          |                | 20,451         |

### 年度別1日平均乗車人員（1900年代—1940年代）
各年度の1日平均乗車人員は下表の通り。
| 年度                | 1日平均 乗車人員 |
| ------------------- | ---------------- |
| 1906年（明治39年）  | 852              |
| 1907年（明治40年）  | 525              |
| 1908年（明治41年）  | 985              |
| 1909年（明治42年）  | 1,035            |
| 1910年（明治43年）  | 992              |
| 1911年（明治44年）  | 1,038            |
| 1912年（大正 元年） | 1,013            |
| 1913年（大正02年）  | 899              |
| 1914年（大正03年）  | 811              |
| 1915年（大正04年）  | 824              |
| 1916年（大正05年）  | 887              |
| 1917年（大正06年）  | 989              |
| 1918年（大正07年）  | 1,081            |
| 1919年（大正08年）  | 1,375            |
| 1920年（大正09年）  | 1,540            |
| 1921年（大正10年）  | 1,640            |
| 1922年（大正11年）  | 1,752            |
| 1923年（大正12年）  | 1,979            |
| 1924年（大正13年）  | 1,995            |
| 1925年（大正14年）  | 2,197            |
| 1926年（昭和 元年） | 2,144            |
| 1927年（昭和02年）  | 2,274            |
| 1928年（昭和03年）  | 2,423            |
| 1929年（昭和04年）  | 2,124            |
| 1930年（昭和05年）  | 1,538            |
| 1931年（昭和06年）  | 2,020            |
| 1932年（昭和07年）  | 2,153            |
| 1933年（昭和08年）  | 2,186            |
| 1934年（昭和09年）  | 2,374            |
| 1935年（昭和10年）  | 2,645            |
| 1936年（昭和11年）  | 2,857            |
| 1937年（昭和12年）  | 2,998            |
| 1938年（昭和13年）  | 2,957            |
| 1939年（昭和14年）  | 3,419            |
| 1940年（昭和15年）  | 3,795            |
| 1941年（昭和16年）  | 4,061            |

## 駅周辺
かつてのJR駅は東の千本通側のみの出入り口であったが、地下鉄東西線開通および山陰本線（嵯峨野線）の高架化以降は西側も整備され、近年は西口にも路線バスやタクシーが乗り入れている。また、駅周辺は京都市の副都心となりつつある。

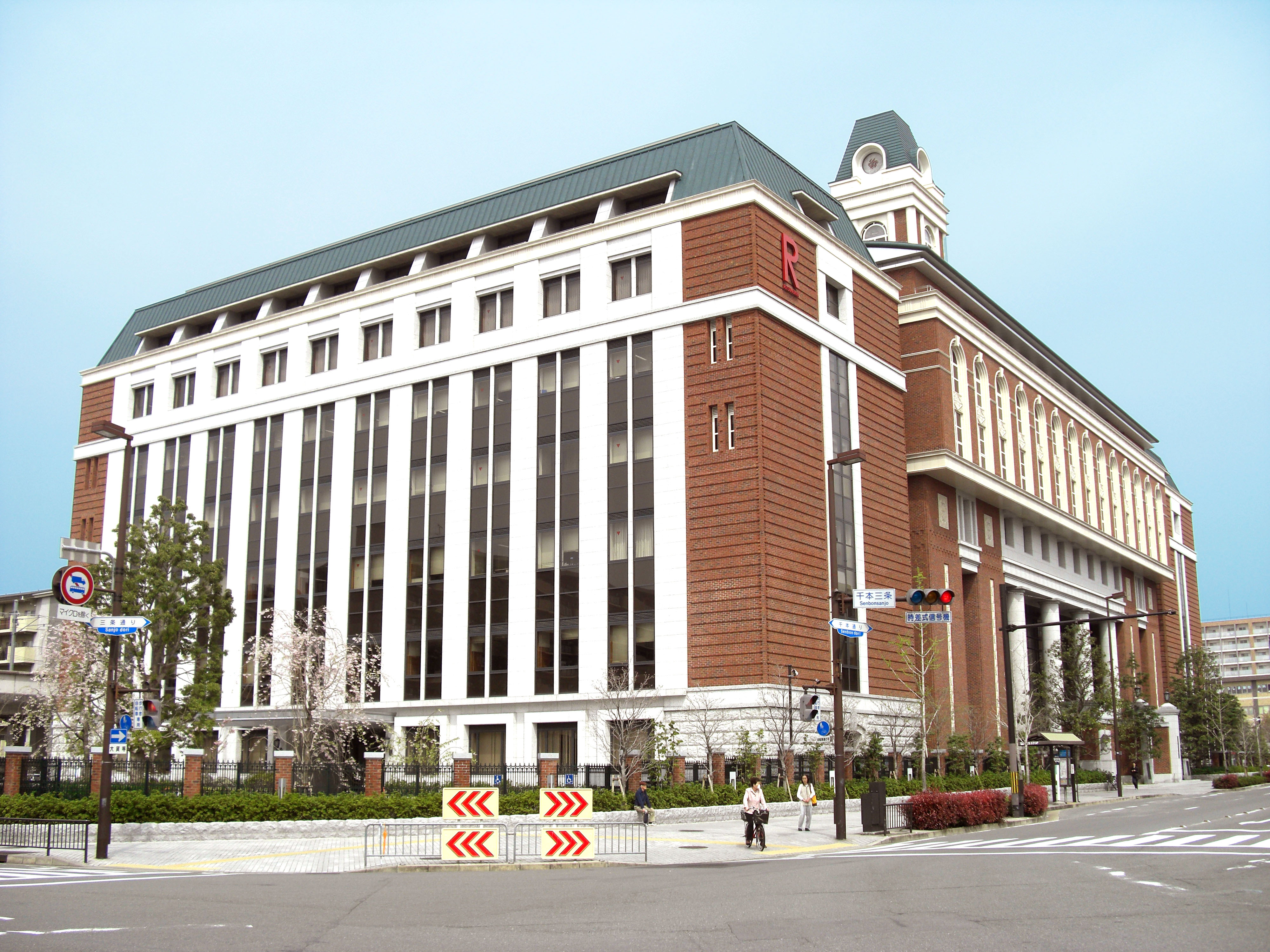
立命館朱雀キャンパス（中川会館）

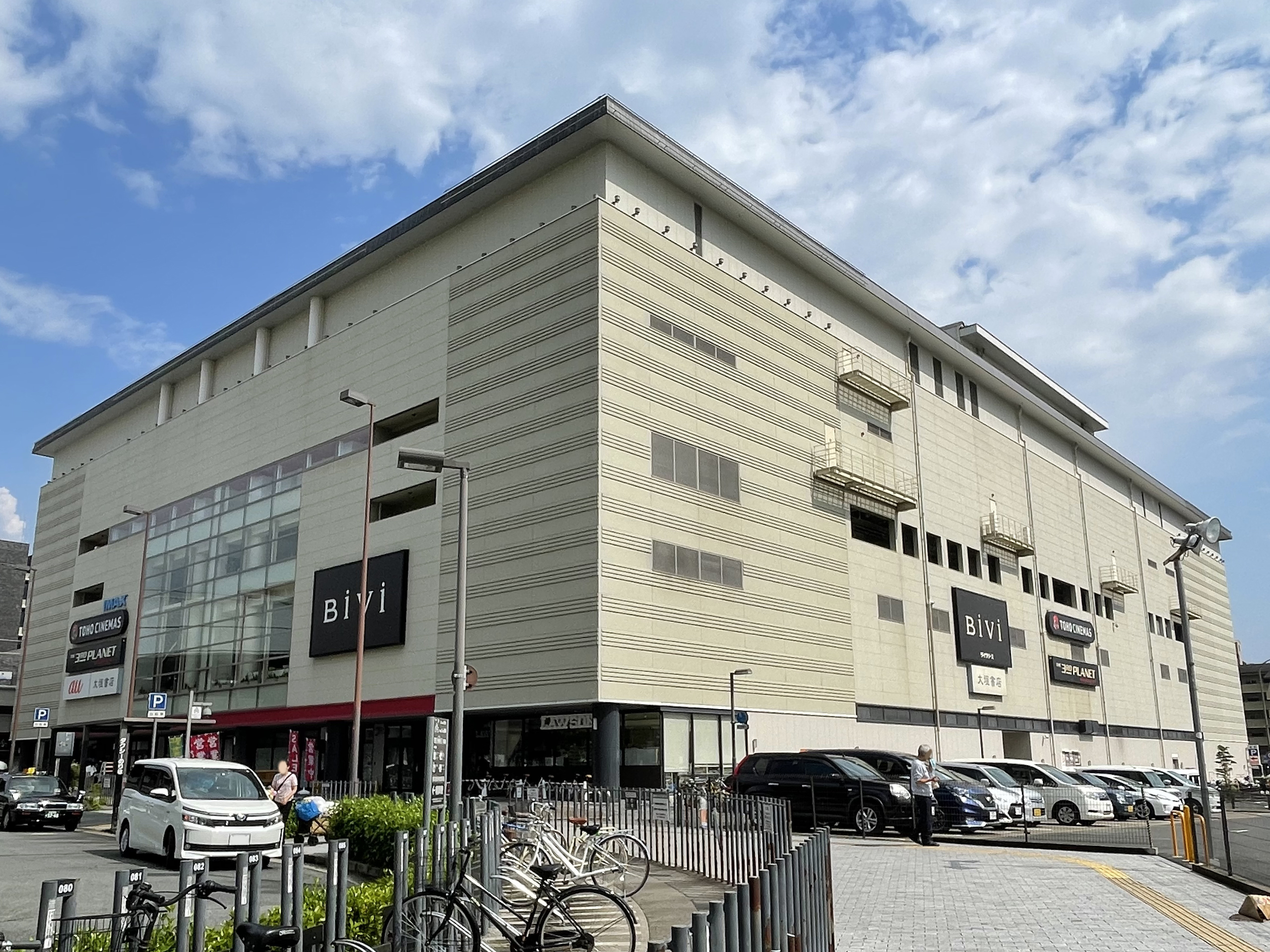
BiVi二条

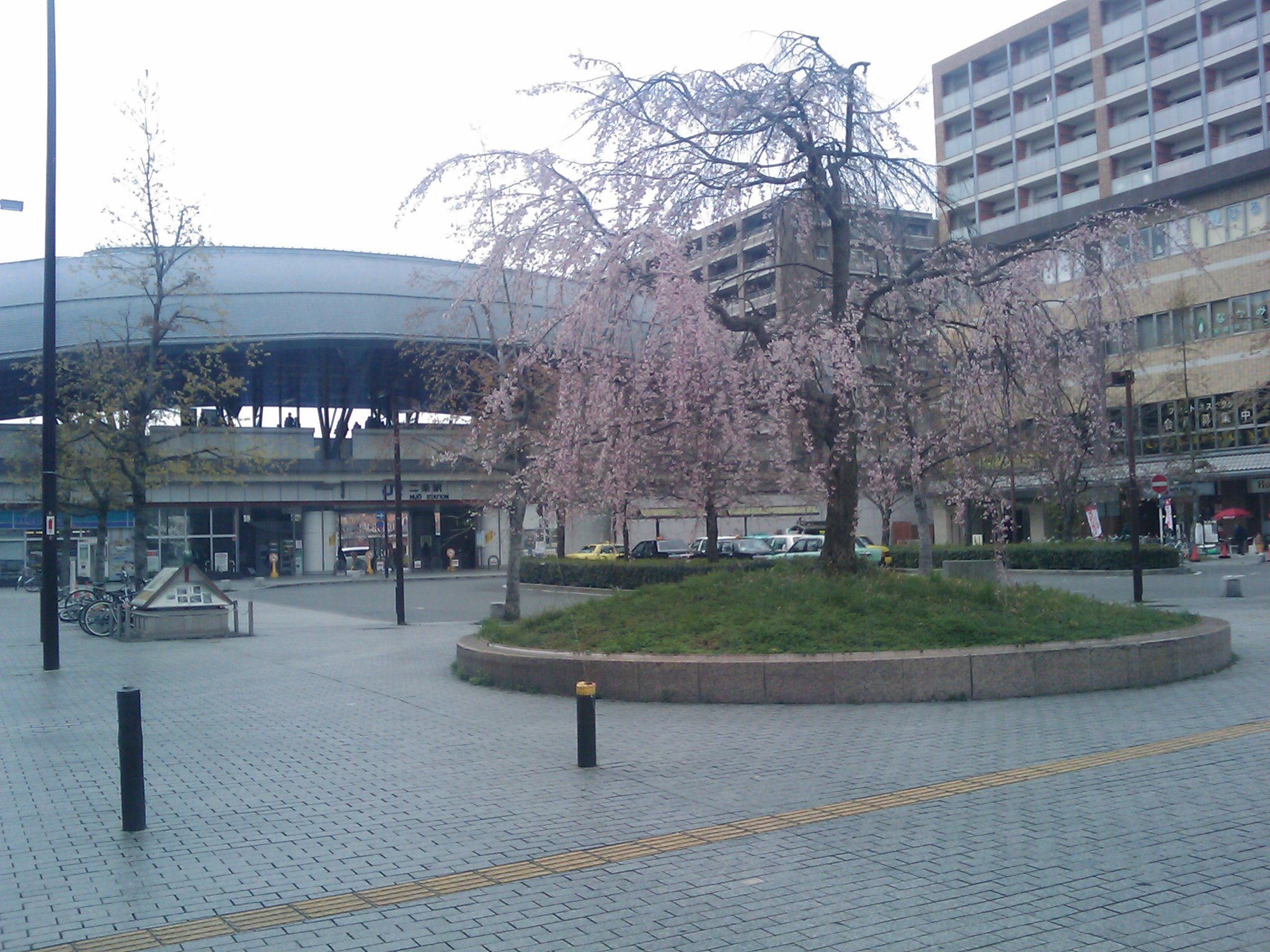
駅前には円山公園の枝垂桜三代目が植えられている

千本通が駅東側を南北に走る。また、東西方向の御池通は当駅東側で行き止まりとなり、一本北の交差点にずれて再び西へ通じているため、自動車はいったん駅北側へと迂回するような線形になっている。駅東側は千本通、御池通沿いを中心に多くの商店がある。西側は西大路通に至るまで住宅地と中小の工場の密集地帯である。駅の北西に二条自動車教習所がある。隣の円町駅までは、山陰本線高架化に伴う道路整備により、側道を歩いて行くことができる。（山陰本線の高架化並びに御池通の拡張が行われるまで東西方向への移動の為には駅を大きく迂回する必要があり北は旧二条通、南は三条通まで迂回が必要であった。高架化が完了するまで千本三条交差点の西側は線路の下をくぐるアンダーパスであったが現在は埋め戻されて三条通は平坦化している。）

### 駅東側
神泉苑・二条城および中京区総合庁舎（区役所）は徒歩圏内にあるが、地下鉄利用の場合は隣の駅である二条城前駅からのほうが近い。
- 京都悠洛ホテル二条城別邸Ｍギャラリー
- 口腔保健センター - 京都府歯科医師会が設置し運営している[28]。
  - 京都歯科サービスセンター - 休日急病診療、障害者診療など。
  - 京都歯科医療技術専門学校
- 児童福祉センター - 京都市が設置し運営している[29]。
- 京都三条会商店街
- JR二条駅NKビル - JR西日本の関連会社により運営されている[30]。
- 京都府医師会館
- 京都市急病診療所
- 立命館朱雀キャンパス（中川会館） - 学校法人立命館の学園本部、法科大学院。
- 佛教大学二条キャンパス
- 京都府立朱雀高等学校
- 京都市立中京中学校
- 京都市立二条中学校
- 京都市立朱雀第一小学校
- ライフ二条駅前店

### 駅西側
- BiVi二条
- 二条自動車教習所
- 洛和会丸太町病院

## バス路線
最寄りのバス停は、駅西口ロータリにある二条駅西口と駅東側の千本通にある二条駅前がある。京都市交通局（市バス）・京都バス・西日本JRバスなどの各社が、以下の路線を運行している。

### 二条駅西口
市バス
- 18号系統：久我石原町
- 特18号系統：久世橋東詰
- 69号系統：桂駅東口

リムジンバス
- 大阪国際空港（大阪空港交通）
- 関西国際空港（関西空港交通）※運休中

### 二条駅前
市バス
- Aのりば（南行）
  - 6号系統：京都駅
  - 15号系統：三条京阪
  - 18号系統：久我石原町
  - 特18号系統：久世橋東詰
  - 46号系統：平安神宮
  - 52号系統・55号系統：四条烏丸
  - 69号系統：桂駅東口
  - 201号系統：祇園方面
  - 206号系統：京都駅方面
- Bのりば（北行）
  - 6号系統：玄琢
  - 15号系統・52系統・55系統：立命館大学前
  - 18・特18・69号系統：二条駅西口
  - 46号系統：西賀茂車庫
  - 201号系統：出町柳駅・百万遍方面
  - 206号系統：北大路バスターミナル方面
  - 臨号系統：佛教大学前 / 立命館大学前

京都バス
- 南行のりば（市バスAのりばと同じ場所）
  - 62・63・65・66・67系統：三条京阪

- 北行のりば（市バスBのりばと同じ場所）
  - 62系統：阪急嵐山駅・清滝
  - 63系統：嵐山・苔寺すず虫寺
  - 65系統：有栖川
  - 66系統：阪急嵐山駅

西日本JRバス
- 南行のりば（市バスAのりばと同じ場所）
  - 高雄・京北線：京都駅
- 北行のりば（市バスBのりばと同じ場所）
  - 高雄・京北線：周山

## その他
- JR西日本の駅は2002年の第3回近畿の駅百選に選定された。
- 電車でGO! プロフェッショナル仕様での二条駅には、夜行列車の削減により余剰となった583系のモハネ583とモハネ582が留置されている。

## 隣の駅
西日本旅客鉄道（JR西日本）
 嵯峨野線（山陰本線）
- 特急「きのさき」「はしだて」「まいづる」停車駅

■快速
京都駅 (JR-E01) - 二条駅 (JR-E04) - 円町駅 (JR-E05)
■普通
丹波口駅 (JR-E03) - 二条駅 (JR-E04) - 円町駅 (JR-E05)
京都市営地下鉄
 東西線
二条城前駅 (T14) - 二条駅 (T15) - 西大路御池駅 (T16)
- 括弧内は駅番号を示す。